# Bouboulina (film)
Pour plus de détails, voir Fiche technique et Distribution.
Bouboulina (Μπουμπουλίνα) est un film grec de Kostas Andritsos (el) sorti en 1959. C'est un film biographique sur l'héroïne révolutionnaire grecque Laskarína Bouboulína (1771-1825).

## Synopsis
Laskarína Bouboulína est veuve lorsque son capitaine de mari se noie au cours d'un voyage. Se retrouvant seule avec trois enfants, Laskarína épouse un autre capitaine qui est tué dans une bataille contre des pirates. Laskarína décide alors de se rendre de Spetses à Odessa pour rencontrer des membres de la Filikí Etería, la Société des Amis. Elle convient avec eux de prendre une part active à la guerre d'indépendance grecque en 1821, en y contribuant à la fois par ses navires et par sa lutte personnelle. Elle participe ainsi aux sièges de Nauplie et de Tripoli avec un grand succès. 

## Fiche technique
- Titre original grec : Μπουμπουλίνα / Bouboulina[1],[2]
- Réalisateur : Kostas Andritsos (el)
- Scénario : Kostas Asimakopoulos (el), Nektarios Matsas (el)
- Photographie : Giovanni Variano
- Montage : Costas Andritsos (Κώστας Ανδρίτσος)
- Musique : Kostas Kapnitsis (el)
- Décors : Tasos Zografos (Τάσος Ζωγράφος)
- Sociétés de production : Faros-Film (Φάρος Φιλμ)
- Pays de production :  Grèce
- Langue originale : grec
- Format : Noir et blanc - 1,37:1 - Son mono - 35 mm
- Durée : 84 minutes
- Genre : Drame historique
- Dates de sortie :
  - Grèce : 1959

## Distribution
- Irène Papas : Laskarina Pinotsi dite Laskarína Bouboulína
- Andreas Barkoulis (el) : Dimitros Giannouzas
- Vassilis Kanakis : Capitaine Dimitrios Bouboulis
- Christoforos Nezer (el) : Panagos
- Dionysis Papagiannopoulos (el) : Mohammed Agas
- Miranda Myrat (el) : Skevo Pinotsi
- Georgía Vassiliádou : Paraskevoula
- Koulis Stoligas (el) : Nikolios
- Artemis Matsas (el) : Thanatos
- Nikos Kourkoulos (el) : Giagos Giannouzas
- Lefteris Vournas (el) : Georgios Giannouzas
- Gikas Biniaris (el) : Ioannis Koutsis

## Contexte historique
Bouboulina se déroule pendant la révolution grecque de 1821 contre l'Empire ottoman occupant et son sultan Mahmoud II (1808-1839). Les autorités ottomanes sont prises au dépourvu et ne prennent d'abord pas au sérieux cette révolte des Grecs non provoquée contre son occupant bien plus puissant. Les femmes ont joué un rôle crucial dans la révolution, notamment dans la péninsule du Magne, située sur la côte sud de la Grèce, où sur les 1 500 combattants qui ont repoussé une attaque égyptienne et turque, 1 000 étaient des femmes. Laskarína Bouboulína reste la combattante révolutionnaire la plus célèbre. Elle a participé à de nombreux sièges navals ainsi qu'à des batailles à cheval sur terre. 